# Jack Huston
Jack Alexander Huston, född 7 december 1982 i King's Lynn i Norfolk, England, är en brittisk skådespelare. Huston har medverkat som skådespelare i film och TV-produktioner sedan 2004. Han medverkade i fyra säsonger av TV-serien Boardwalk Empire 2010-2013 i rollen som Richard Harrow. Han har även haft större biroller i serier som Fargo och Mr. Mercedes. 
Hans farfar var regissören John Huston, och han är brorson till skådespelaren Danny Huston.

## Filmografi, urval
- 2006 – Factory Girl
- 2013 – American Hustle
- 2013 – Night Train to Lisbon
- 2015 – The Longest Ride
- 2016 – Ben-Hur
- 2016 – Their Finest Hour
- 2019 – The Irishman
- 2019 – Earthquake Bird
- 2021 – House of Gucci